# Casiornis
Genre
Casiornis est un genre d'oiseaux de la famille des Tyrannidae.

## Liste des espèces
Selon la classification de référence du Congrès ornithologique international (version 6.4, 2016) :
- Casiorne à dos brun - Casiornis fuscus Sclater, PL & Salvin, 1873
- Casiorne roux - Casiornis rufus (Vieillot, 1816)